# Kupplungsreagenz
Ein Kupplungsreagenz (auch Kopplungsreagenz) wird in der Peptidsynthese, der Vernetzung, der Immobilisierung und der Molekülmarkierung verwendet, um Reaktionen an Aminosäuren durchzuführen.

## Eigenschaften
Aminosäuren kondensieren nur langsam miteinander, sowohl bei einer Peptidbindung zwischen zwei Aminosäuren als auch bei einer Bindung von einer Aminosäure an eine Modifikation wie eine Markierung. Durch die Verwendung eines Kopplungsreagenz wird eine der beteiligten Aminosäuren am C-Terminus vorübergehend in eine reaktive Zwischenstufe überführt, die anschließend bereitwillig mit einem Nukleophil reagiert (der N-Terminus und weitere Aminogruppen sowie Sulfhydrylgruppen müssen zur Vermeidung unerwünschter Reaktionen bei der Peptidsynthese mit Schutzgruppen blockiert sein), oder die Kopplung erfolgt dauerhaft, z. B. bei einem Vernetzer oder einer Markierung. Eine Racemisierung kann durch Ionisierung des Wasserstoffatoms am α-C-Atom der C-terminalen Aminosäure und Bildung eines Oxazolinon- oder eines Enol-Übergangszustands entstehen. Daher werden oftmals zur Minderung der Racemisierung Additive wie Hydroxybenzotriazole oder zunehmend aufgrund der fehlenden Explosionsgefahr Oxyma zugesetzt. Zieleigenschaften bei der Entwicklung von Kupplungsreagenzien sind primär Ausbeute, geringe Epimerisierung und Nebenreaktionen, sekundär die Reaktionsrate. Es existiert eine Vielzahl an Kupplungsreagenzien, da nicht jede Kombination zweier Aminosäuren mit einem Kupplungsreagenz die gleiche Ausbeute aufweist. Wasserlösliche Kupplungsreagenzien können zur Immobilisierung und zur Vernetzung von Peptiden in wässrigen Lösungen verwendet werden. Kupplungsreagenzien können in verschiedene Stoffklassen unterteilt werden.

## Peptidsynthese

### Carbodiimide
Beispiele für Kopplungreagenzien der Carbodiimide sind Dicyclohexylcarbodiimid (DCC), Diisopropylcarbodiimid (DIC). Wasserlösliche Carbodiimid-Kupplungsreagenzien sind EDC (meist als Hydrochlorid) und CMC. Meistens wird zur Minderung einer Racemisierung Hydroxybenzotriazol (HOBt), 1-Hydroxy-7-azabenzotriazol (HOAt) oder Hydroxyiminocyanessigsäureethylester (Oxyma) verwendet. Zur Kupplung an Hydroxidgruppen wird 4-(Dimethylamino)pyridin (DMAP) in katalytischen Mengen verwendet (0,15-faches stöchiometrisches Verhältnis). Als Nebenreaktion kann es zu einer Dehydratisierung von Asparagin und Glutamin kommen.

### Phosphoniumsalze
Phosphoniumsalze neigen weniger zur Racemisierung und zur Dehydratisierung von Asparagin und Glutamin als Carbodiimide, z. B. BOP-Reagenz, PyBOP, PyBrOP und PyOxim. BOP erzeugt als Nebenprodukt das karzinogene Hexamethylphosphoramid. PyOxim ist gleichzeitig ein Oxyma-Derivat.

### Immoniumsalze
Immoniumsalze in der Peptidsynthese sind z. B. BOMI, BDMP, in geringerem Umfang werden auch AOMP, FOMP, DOMP, BPMP,
und SOMP verwendet.

### Aminiumsalze
Aminiumsalze (ursprünglich irrtümlich als Uroniumsalze beschrieben) umfassen z. B. HBTU, TBTU, HATU, HCTU, TATU. Meistens wird zur Minderung der Racemisierung HOBt hinzugefügt.

### Uroniumsalze
Uroniumsalze in der Peptidsynthese sind z. B. TNTU, TPTU, TOTU, TDBTU, COMU, COMBU und TOMBU. TSTU ist wasserlöslich. COMU, COMBU und TOMBU sind gleichzeitig Oxyma-Derivate.

### Imidazoliumsalze
Als Kupplungsreagenzien werden z. B. CBMIT, BOI, CIP, CIB, CMBI verwendet.

### Andere
Weitere Kupplungsreagenzien in der Peptidsynthese sind DEPBT, CDI und TCFH.

## Markierung, Vernetzung und Immobilisierung

### Succinimide
N-Hydroxysuccinimid-, Hydroxysulfosuccinimid- und andere Succinimidylester reagieren mit der Aminogruppe einer Aminosäure.

### Isothiocyanate
Phenylisothiocyanat (PITC) und andere Isothiocyanate werden unter anderem beim Edman-Abbau verwendet. Fluoreszente Derivate sind FITC und TRITC, während DABITC zu farbigen Kopplungsprodukten führt. Ein flüchtiges Kopplungsreagenz ist Trifluorethylisothiocyanat (TFEITC). Phenyldiisothiocyanat wird zur Vernetzung zweier Aminogruppen verwendet.

### Andere
Weiterhin werden Bisoxirane, Bromcyan, Divinylsulfon, Epichlorhydrin, Glutaraldehyd, Periodsäure oder Trichlor-s-triazin verwendet.